# David Zwi Hillman
David Zwi Hillman (* 1925; † September 2010 in Bnei Brak) war ein jüdischer Gelehrter, charedischer Rabbi und Talmudist.
David Zwi Hillman war bekannt dafür, den ganzen Schass einschließlich Raschi und Tossafot auswendig zu können. Er galt als einer der größten Experten für Handschriften, Manuskripte und die Aufdeckung fehlerhafter Versionen. Darüber hinaus war er ein Kenner des jüdischen Lebens europäischer Länder und insbesondere Russlands, deren jüdische Dörfer, Gemeindeordnungen und Persönlichkeiten ihm gut vertraut waren.
Er gehörte u. a. zu den maßgeblichen Herausgebern der Rambam-Frankel-Ausgabe, lieferte umfangreiche Beiträge zur Talmud-Enzyklopädie und brachte vollkommen auf sich gestellt die Chidduschim des Raschbaz (Schimon ben Tsemach Duran, 1361–1444) über Brachot im Laufe der Jahre heraus sowie das Sefer Hamizwot des Rambam.
Er war sehr sozial eingestellt, und sein Haus und sein Tisch standen Heimatlosen und Armen zur Verfügung.

## Quelle
- Die Jüdische Zeitung, Zürich, 17. September 2010

| Personendaten    | Personendaten      |
| ---------------- | ------------------ |
| NAME             | Hillman, David Zwi |
| KURZBESCHREIBUNG | Rabbiner           |
| GEBURTSDATUM     | 1925               |
| STERBEDATUM      | September 2010     |
| STERBEORT        | Bnei Brak          |